# 地中海宫
43°41′37″N 7°15′24″E / 43.69361°N 7.25667°E

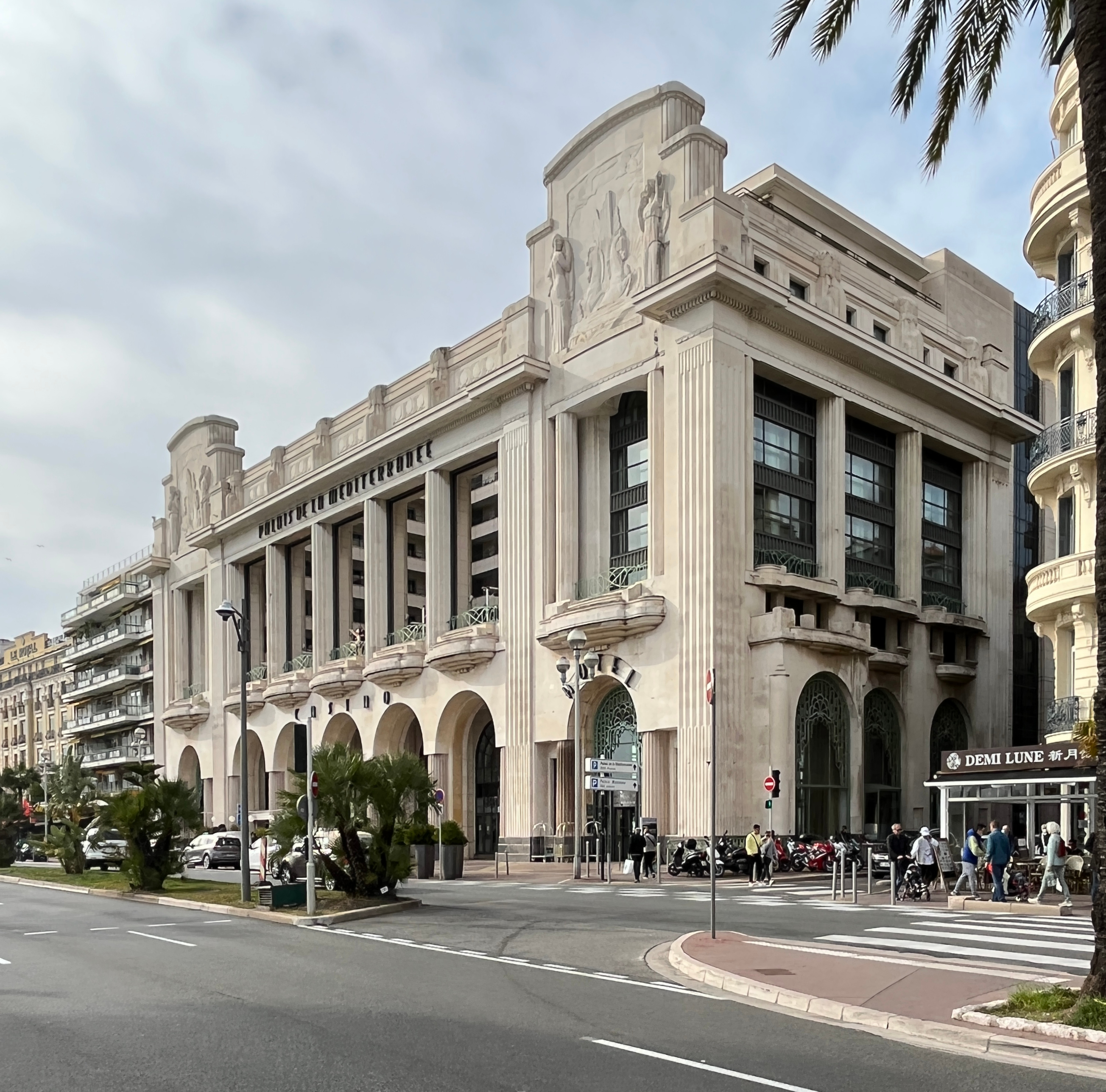

地中海宫（Palais de la Méditerranée）是法国南部城市尼斯的一座豪华度假酒店，位于盎格鲁街13号和15号。

## 历史
第一次世界大战结束以后，有钱的客人又回到尼斯海边越冬和玩乐。在这咆哮的二十年代，在尼斯已有的两座休闲设施之外，金融家弗兰克·杰伊·古尔德投资3000万美元，建造世界上最美丽的赌场。查尔斯Dalmas和马塞尔Dalmas父子在竞赛中获胜，负责建筑设计。
建造工程在1927年到1928年进行，雇佣了350名工人。建筑的外观使人联想到巴黎歌剧院。外墙和内饰是装饰艺术运动风格。大堂采用白色大理石楼梯，大块彩色玻璃，和水晶吊灯。南面的正门装饰着安托万萨托里奥雕刻的女性人物和海马。晚上正立面采用泛光灯照明，让赌场呈现名副其实的一千零一夜宫殿的效果。宫殿的全部开张分在两个时间。1929年1月109日，剧场和餐馆先行开张，两个星期后，赌场正式开业。 
1934年，大楼进行了现代化，二战后失去了装饰艺术风格。此后出现管理混乱，财政困难和勒洛克案，1978年经营公司宣布清理。1981年，装饰和家具以及著名的窗户都被拍卖。除了两个立面以外，赌场在1990年5月完全拆卸。
2001年，地中海宫的酒店耗资一亿二千万欧元重建。2002年，帕尔图什集团获得了皇宫赌场日后的经营权。
2004年，地中海宫重新开业，并加入协和酒店集团。
1989年，地中海宫面向盎格鲁街的正立面和面向议会街的侧立面被列为法定古迹。
该酒店拥有188间客房和套房，一个地中海料理餐厅，一个印度装饰风格的宾伽罗酒吧，以及室内和室外游泳池。 
2009年9月30日，酒店被评为五星级。